# ديوسقورس الأول (بابا الإسكندرية)
البابا ديوسقورس الأول (بالقبطية: Ⲡⲁⲡⲁ Ⲇⲓⲟⲥⲕⲟⲣⲟⲥ ⲁ̅) (المتنيح في 7 توت 171 ش؛ الموافق 454 م) البابا رقم 25، وعميد المدرسة اللاهوتية بالإسكندرية وكان مساعدًا لكيرلس الأول بابا الإسكندرية المسمى بعمود الدين. رافق كيرلس الأول إلى المجمع المسكوني الثالث الذي انعقد في أفسس حيث راقب ووعي نتائج ومواقف بعض الأساقفة تجاه الكنيسة المصرية. رسم بابا الأسكندرية رقم 25 عام 444 في عهد الإمبراطور ثيؤدوسيوس الثاني. وفي عهده انشقت الكنائس الغربية عن الكنيسة الرئيسية في المجمع الفاسد بخلقيدونية في 28 يوليو 451، مما أدى إلى نفيه وتعذيبه حتى استشهد عام 457.
الكنائس الأرثوذكسية القديمة (القبطيّة والأرمنيّة والسريانيّة) يُعتبر البابا ديوسقورس الأول قديساً.
في هذا اليوم من سنة 451 م تنيح القديس البابا ديوسقورس، الخامس والعشرون من باباوات الإسكندرية في جزيرة غانغرا مدافعاً عن الإيمان الأرثوذكسي. وذلك أنه لما دعي إلى المجمع المسكوني الخلقدوني بأمر الملك مارقيان، رأى جمعاً كبيراً من أساقفة يبلغ عددهم ستمائة وثلاثين أسقفاً، فقال ما هو الذي تنقصه الأمانة حتى اجتمعت هذه الجماعة العظيمة؟ فقالوا له إن هذه الجماعة اجتمعت بأمر الملك، فقال إن كان هذا المجمع بأمر السيد المسيح، فأنا أحضره، وأتكلم بما يتكلم به الرب على لساني وإن كان قد اجتمع بأمر الملك، فليدبر الملك مجمعه كما يريد، وأذ رأى أن لاون بطريرك رومية قد علم أن للمسيح طبيعتين ومشيئتين من بعد الاتحاد، توجه لدحض هذا المعتقد الجديد فقال "إن المسيح واحد، هو الذي دُعي إلى العرس كإنسان، وهو الذي حول الماء خمراً كإله، ولم يفترق في جميع أعماله"، واستشهد بقول البابا كيرلس "إن اتحاد كلمة الله بالجسد، كاتحاد النفس بالجسد، وكاتحاد النار بالحديد، وإن كانا من طبيعتين مختلفتين، فباتحادهما صارا واحداً"، كذلك السيد المسيح، مسيح واحد، ورب واحد، طبيعة واحدة، مشيئة واحدة. فلم يجسر أحد من المجتمعين في المجمع أن يقاومه وقد كان فيهم من حضر مجمع أفسس الذي اجتمع على نسطور وأعلموا الملك مارقيان والملكة بولكيريا، أنه لم يخالف أمركما في الأمانة إلا ديوسقورس بطريرك مدينة الإسكندرية. فاستحضراه هو والمتقدمين في المجمع من الأساقفة، واستمروا يتناقشون ويتباحثون إلى أخر النهار، والقديس ديسقورس لا يخرج عن أمانته، فشق ذلك على الملك والملكة، فأمرت الملكة بضربه على فمه، ونتف شعر لحيته، ففعلوا ذلك، فأخذ الشعر والأسنان التي سقطت، وأرسلها إلى الإسكندرية قائلاً: هذه ثمرة الإيمان، أما بقية الأساقفة فانهم لما رؤوا ما جرى لديوسقورس، وافقوا الملك، لأنهم خافوا أن يحل بهم ما حل به، فوقعوا بإيديهم على وثيقة الاعتقاد بأن للمسيح طبيعتين مختلفتين مفترقتين، فلما علم ديوسقورس، أرسل فطلب الطومس (أي الإقرار الذي كتبوه) زاعماً أنه يريد أن يوقع مثلهم، فلما قرأه كتب في أسفله بحرمهم وحرم كل من يخرج عن الأمانة المستقيمة، فاغتاظ الملك وأمر بنفيه إلى جزيرة غانغرا، ونفى معه القديس مقاريوس أسقف إدكو، واثنان آخران، وظل المجمع بخلقيدونية.
ولما مضوا بالقديس ديوسقورس إلى جزيرة غانغرا Gangra، قابله أسقفها مظهرا الاستخفاف بشأنه والاستهانة بشخصه، لأنه كان نسطورياً، غير أن الله أجرى على يد القديس ديسقورس آيات وعجائب كثيرة فأطاعوه كلهم وبجلوه. وأما القديس مقاريوس رفيقه في المنفى فقال له القديس ديسقورس أنت لك إكليل في الإسكندرية. ثم أرسله مع أحد التجار المؤمنين إلى هناك وفيها نال الشهادة. أما القديس ديوسقورس. فقد واصل جهاده في جزيرة غانغرا حتى تنيح عام 457 ودفن هناك.
لما علم الأقباط في مصر بموته تشاوروا مع رجال الدين وانتخبوا تيموثاوس الثاني تلميذ ديوسقورس ليصبح البابا الجديد. وأصبحت تلك الطريقة في انتخاب باباوات الإسكندرية هي المتبعة في اختيار كل باباوات الإسكندرية بدون تدخل من البطاركة البيزنطيين.
يمكن القول في أيام هذا البابا انشطرت الكنائس المسيحية إلى شطرين وهما: ذو الطبيعة الواحدة - وذو الطبيعيتين. ولم تكن الكنائس المسيحية على وفاق مع بعضها؛ والسبب طمع أساقفة روميه ورغبتهم في السيادة العامة على الكنيسة المسيحية في كل العالم. ولم يكن الأسقف الروماني يخشى بطش أحد من رؤساء الكنائس سوى بابا الإسكندرية.
وأن القسطنطينية مع كونها عاصمة المملكة الجديدة ولكن بطاركتها كانوا ضعيفي الشوكة وكثيرا ما تدخّل بطاركة الإسكندرية وأساقفة رومية في شئونها، ومع ذلك احتفظت الإسكندرية بمقام الرئاسة. ولقد سعى أسقف رومية سعيا متوصلا للاتحاد مع بابا الإسكندرية كما يظهر ذلك من خطاب أرسله للبابا ديسقوروس في شهر يونيه سنة 445م يلتمس فيه المؤاخاة والعمل على التداخل في الأمور سويًا، ما دام الاثنان متساويان في التربية والدرجة. ولكن بابا الإسكندرية ضرب بخطابه عرض الحائط وهذا لما يعلمه من غايته الدنيئة.

## المصدر
- السنكسار المقدس للكنيسة القبطية.